# Mantidactylus biporus
Mantidactylus biporus (Boulenger, 1889) è una rana della famiglia Mantellidae, endemica del Madagascar.

## Distribuzione e habitat

Areale

M. biporus ha un areale abbastanza ampio che si estende lungo tutto il versante orientale del Madagascar ed in alcune località del nord e del centro, dal livello del mare sino a 1.600 m di altitudine.
Il suo habitat tipico è la foresta pluviale, in prossimità dei corsi d'acqua e delle pozze temporanee.